# Дівчина з гітарою
«Ді́вчина з гіта́рою» (рос. «Девушка с гитарой») — російський радянський художній фільм 1958 року режисера Олександра Файнциммера. Виробництво кіностудії «Мосфільм».
Перший художній фільм, присвячений Міжнародному фестивалю молоді та студентів у Москві.

## Сюжет
Біля гарненької продавчині музичного магазину Тані Федосової, яка мріє стати акторкою — завжди багато покупців. Найбільше вони дратують директора, який боїться втратити привабливу співробітницю і цінну працівницю. Він намагається перешкодити можливій кар'єрі Тетяни, яка має всі дані, щоб стати акторкою. Знайомство дівчини з молодим композитором допомагає її мрії здійснитися.

## У ролях
- Людмила Гурченко — Таня Федосова
- Михайло Жаров — Свіристинський
- Фаїна Раневська — Свіристинська
- Юрій Нікулін — піротехнік
- Володимир Гусєв — композитор Корзіков
- Сергій Блінніков — Федосов
- Борис Петкер — Старобарабанцев
- Олег Анофрієв — Савушкін Ваня
- Сергій Філіппов — Мамин
- Борис Новиков — Циплаков
- Михайло Пуговкін — Пєнкін
- Сергій Голованов — Колосов
- Світлана Харитонова — покупчиня
- Джіджі Марга[ro] — співачка з Бухареста

## Творча група
- Автори сценарію: Борис Ласкін, Володимир Поляков.
- Режисер: Олександр Файнциммер.
- Художник-постановник: Євген Черняєв

## Деякі факти
- Після виходу на екрани фільму «Карнавальна ніч», «Дівчина з гітарою» була спеціально написана під Людмилу Гурченко, в розрахунку на її популярність. Однак «дівчина з гітарою» не мала такого успіху як «Карнавальна ніч», після чого за Гурченко закріпився «штамп» акторки легкого, танцювального жанру, що ускладнило її подальшу кар'єру.
- Фільм «Дівчина з гітарою» був першою картиною, в якій знявся в епізодичній ролі інженера-піротехніка Юрій Нікулін.
- Фільм умовно складається з двох частин: друга частина про фестиваль молоді, перша ж — гра Жарова, Раневської.